# Elias Wälchli
Elias Wälchli  (* 1998) ist ein Schweizer Unihockeyspieler, der beim Nationalliga-A-Verein Unihockey Tigers Langnau unter Vertrag steht.

## Karriere

### SV Wiler-Ersigen
Wälchli stammt aus dem Nachwuchs des SV Wiler-Ersigen, bevor er 2019 für die erste Mannschaft des Rekordmeisters debütierte.

### Unihockey Tigers Langnau
Auf die Saison 2020/21 wechselte Wälchli vom Rekordmeister SV Wiler-Ersigen zum Ligakonkurrenten Unihockey Tigers Langnau, wo er sich mehr Spielzeit erhofft.